# Pseudocalotes flavigula
Pseudocalotes flavigula — вид ігуаноподібних ящірок родини агамових (Agamidae). Ендемік Малайзії.

## Поширення і екологія
Pseudocalotes flavigula мешкають в горах Кемерон-Хайлендс і Тітіванґса в штаті Паханг на Малайському півострові, можливо, також в сусідніх гірських районах. Вони живуть у вологих гірських тропічних лісах, на висоті від 1500 до 1800 м над рівнем моря. Ведуть денний, деревний спосіб життя.

## Збереження
МСОП класифікує цей вид як такий, що перебуває на межі зникнення. Pseudocalotes flavigula загрожує знищення природного середовища.